# Écuelles (Sena y Marne)
Écuelles era una comuna francesa situada en el departamento de Sena y Marne, de la región de Isla de Francia, que el 1 de enero de 2015 pasó a ser una comuna delegada de la comuna nueva de Orvanne al fusionarse con la comuna de Moret-sur-Loing.

## Historia
El 1 de enero de 2016, pasó a ser una comuna delegada de la comuna nueva de Moret-Loing-et-Orvanne al fusionarse con las comunas de Épisy, Montarlot y Moret-sur-Loing.
El 1 de enero de 2017, pasó a ser una comuna delegada de la comuna nueva de Moret-Loing-et-Orvanne al fusionarse con las comunas de Épisy, Montarlot, Moret-sur-Loing y Veneux-les-Sablons.

## Demografía
| Gráfica de evolución demográfica de Écuelles entre 1800 y 2012 |
|                                                                |

Los datos demográficos contemplados en este gráfico de la comuna de Écuelles se han cogido de 1800 a 1999 de la página francesa EHESS/Cassini, y los demás datos de la página del INSEE.